# 赵文源 (共和国)
赵文源（1942年11月—2015年3月14日），男，河北临城人，中华人民共和国政治人物。

## 生平
1960年，在内蒙古工学院机械系机械制造工艺及设备专业学习。毕业后进入武钢机械厂液压车间。1975年6月，任武钢机械总厂副厂长、厂长。1983年11月至1986年11月，任武钢党委副书记。1993年，任武钢党委书记。1997年5月，升任中共湖北省委常委。1997年11月至1998年3月，任湖北省委秘书长。1999年3月，任湖北省委常委、组织部部长。2002年2月，任湖北省人大常委会副主任。2009年12月退休。2015年因病去世。